# Sam Owen Jansson
Sam Owen Jansson, född 19 mars 1906 i Stockholm, död 7 juni 1985, var en svensk bibliotekarie, kulturhistoriker, esperantist och författare av esperanto-läromedel. Åren 1941–1972 var han chef för Nordiska museets bibliotek, och från 1945 intendent vid museet. Han var son till pedagogen och esperantisten Sam Jansson.
Tillsammans med sin far genomförde Sam Owen Jansson för Landsmålsarkivet i Uppsala dialektundersökningar i Västmanland. Därefter medverkade han i kulturhistoriska inventeringar som hade inletts vid Nordiska museet 1926, och han blev anställd där 1930. Från 1932 var han periodvis museets sekreterare, och från 1933 blev han anställd vid biblioteket, som han blev föreståndare för 1941 (enligt NE) eller 1942 (enligt SMOK).
Jansson lärde sig esperanto 1921, och översatte en engelsk esperantokurs till svenska, ”Praktisk lärobok i esperanto för kurser och självstudium”, enligt Enciklopedio de Esperanto tillsammans med sin far. Han gav också ut en svensk-esperantisk ordlista 1934, tillsammans med Fritz Lindén och Birger Gerdman. Han var under en period ordförande för Stockholms esperantoklubb.
Bland Janssons utgivning märks standardverket Måttordbok: Svenska måttstermer före metersystemet (1950). Mellan 1938 och 1943 redigerade han tidningen Svenska museer, och i tidningen Folkminnen och folktankar publicerade han i tre artiklar 1939~1943 en bibliografi över svensk folkminneslitteratur från perioden 1931–1939.
Jansson gifte sig med fil. mag. Menda Erenberg från Estland 1935.